# Villa Viardot (Bougival)
Pour les articles homonymes, voir Villa Viardot.
La villa Viardot est un hôtel particulier de Bougival de 1830 situé dans la propriété des Frênes, qui comporte par ailleurs un chalet dit datcha de Tourgueniev, transformé en musée en 1983,. La villa est une des plus anciennes demeures de la ville.

## Historique
La villa est édifiée sur un terrain acheté par un parfumeur en gros parisien, Alexandre Bourdonné. Le terrain surplombe la Seine, au sommet d'une colline. Elle est ensuite revendue à un médecin renommé, le docteur Pierre Ségalas en 1844. La villa est achetée en 1874 au deux-tiers par Ivan Tourgueniev qui en avait l'usufruit, l'autre tiers étant payé par Louis et Pauline Viardot,, avec lesquels Tourgueniev entretenait respectivement une profonde et durable amitié. La propriété prend alors la dénomination « Les Frênes ».
Habitée par la compositrice et cantatrice Pauline Viardot et son mari  Louis Viardot, la maison devient un lieu de réception très couru par de nombreux artistes lorsque Pauline Viardot y tient salon. S'y rendent notamment Charles Gounod, Camille Saint-Saëns, Gabriel Fauré, Gustave Flaubert, Charles Dickens, Henry James, George Sand, Eugène Delacroix, et Alexeï Harlamov, entre autres. La cantatrice y réside jusqu'en 1883, date de la mort de son mari Louis Viardot.  Camille Saint-Saëns écrit à propos de Pauline Viardot : « Sa voix était extrêmement puissante, prodigieuse dans sa tessiture, elle surmontait toutes les difficultés de l’art du chant, mais cette voix merveilleuse ne plaisait pas à tout le monde, car elle n’était pas du tout lisse et veloutée. Elle était même un peu dure et on la comparait au goût d’une orange amère. ».
L'actrice Gaby Morlay y vit pendant les années 1950.

### Un centre culturel international
La commune de La Celle-Saint-Cloud rachète la propriété des Frênes en 1978 dans l'objectif d'y construire un terrain de football, mais y renonce en raison de l'obstination de l'Association des Amis d'Ivan Tourguéniev, Pauline Viardot et Maria Malibran (ATVM), qui s'oppose à la destruction. En 1980, la villa Viardot est inscrite à l'Inventaire supplémentaire des monuments historiques et donc protégée de la démolition,.

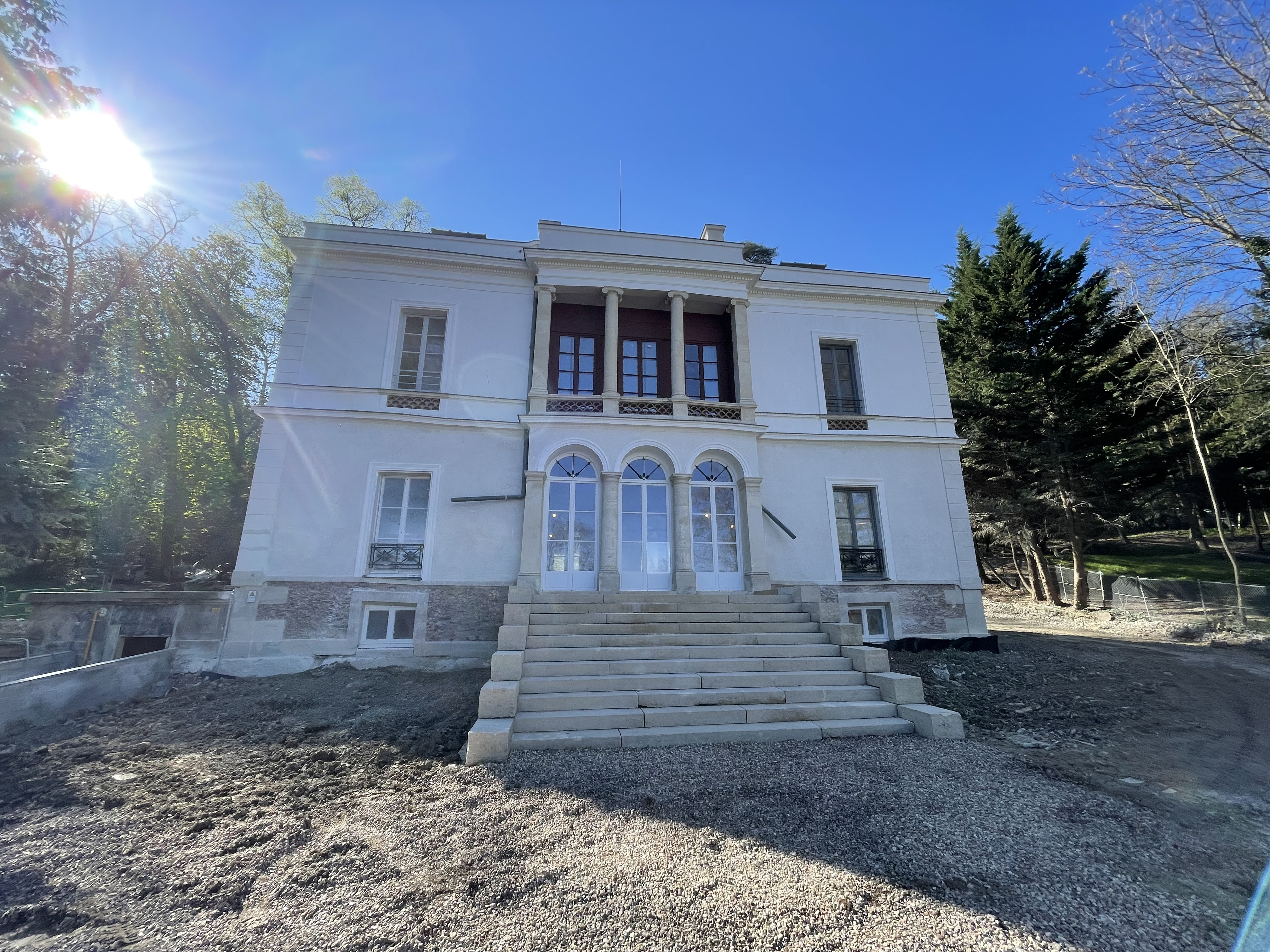
La villa Viardot après rénovation de la facade extérieure (3 avril 2022).

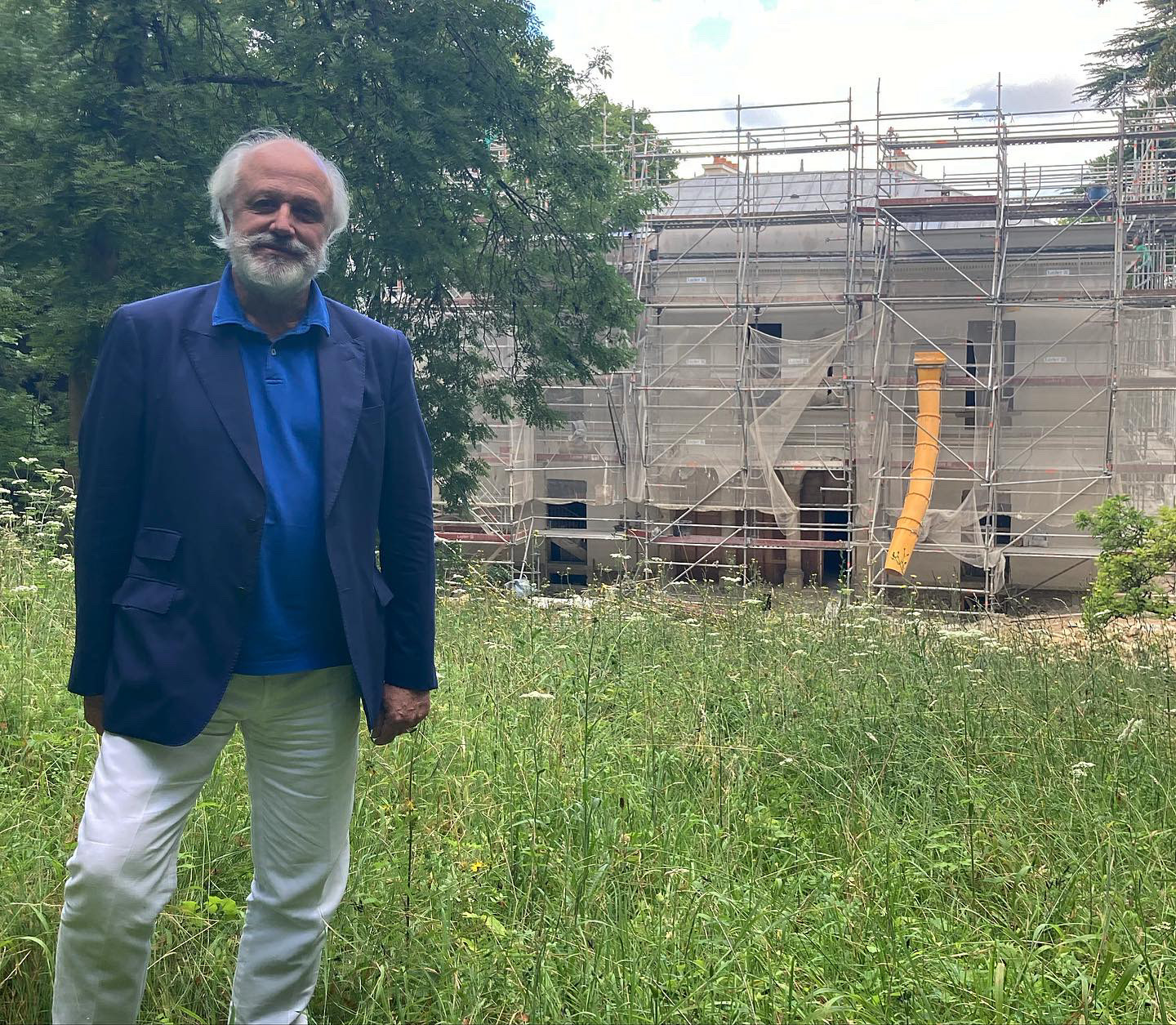
Jorge Chaminé, baryton et président-fondateur du Centre européen de musique devant la Villa Viardot en restauration (29 juillet 2021).

En 2017, la commune de La Celle-Saint-Cloud trouve un accord avec la commune de Bougival, à qui elle envisage de louer le domaine par un bail emphytéotique d'au moins vingt-cinq ans, à charge pour elle de réunir les 3 millions d'euros de financements nécessaires à la rénovation de la villa Viardot, avec la participation active de la fondation du patrimoine.

### Sauvegarde et restauration de la villa Viardot
Le baryton Jorge Chaminé, qui découvre le domaine au début des années 2000, est à l'origine d'un nouveau projet de sauvegarde et de restauration de la Villa Viardot. La villa est un des 18 sites sélectionné pour être bénéficiaire du Loto du patrimoine qui se déroule le 15 septembre 2018.
Le site, à l'abandon depuis 2014, reçoit également des financements de la fondation Total, de la Direction régionale Des Affaires culturelles (DRAC) et d'un appel à la générosité publique. Le chantier de restauration est officiellement lancé en novembre 2019,. La villa Viardot devrait à terme intégrer le projet de Centre européen de musique.
Les 16 et 17 septembre 2023, la villa Viardot rouvre ses portes à l'occasion des journées du patrimoine, avec des concerts donnés sur le piano Érard ayant appartenu à Pauline Viardot.

## Statut
La villa est inscrite à l'inventaire général du patrimoine culturel en 1980.
Elle est retenue pour bénéficier du loto du patrimoine en mai 2018,.
Inscription au titre des monuments historiques de la Villa Viardot en mars 2020 et de son parc en raison de la présence de fresques néo-pompéiennes au rez-de-chaussée de la demeure.

## Style
La villa est de style néo-classique, teintée de touches palladiennes.

La Villa Viardot
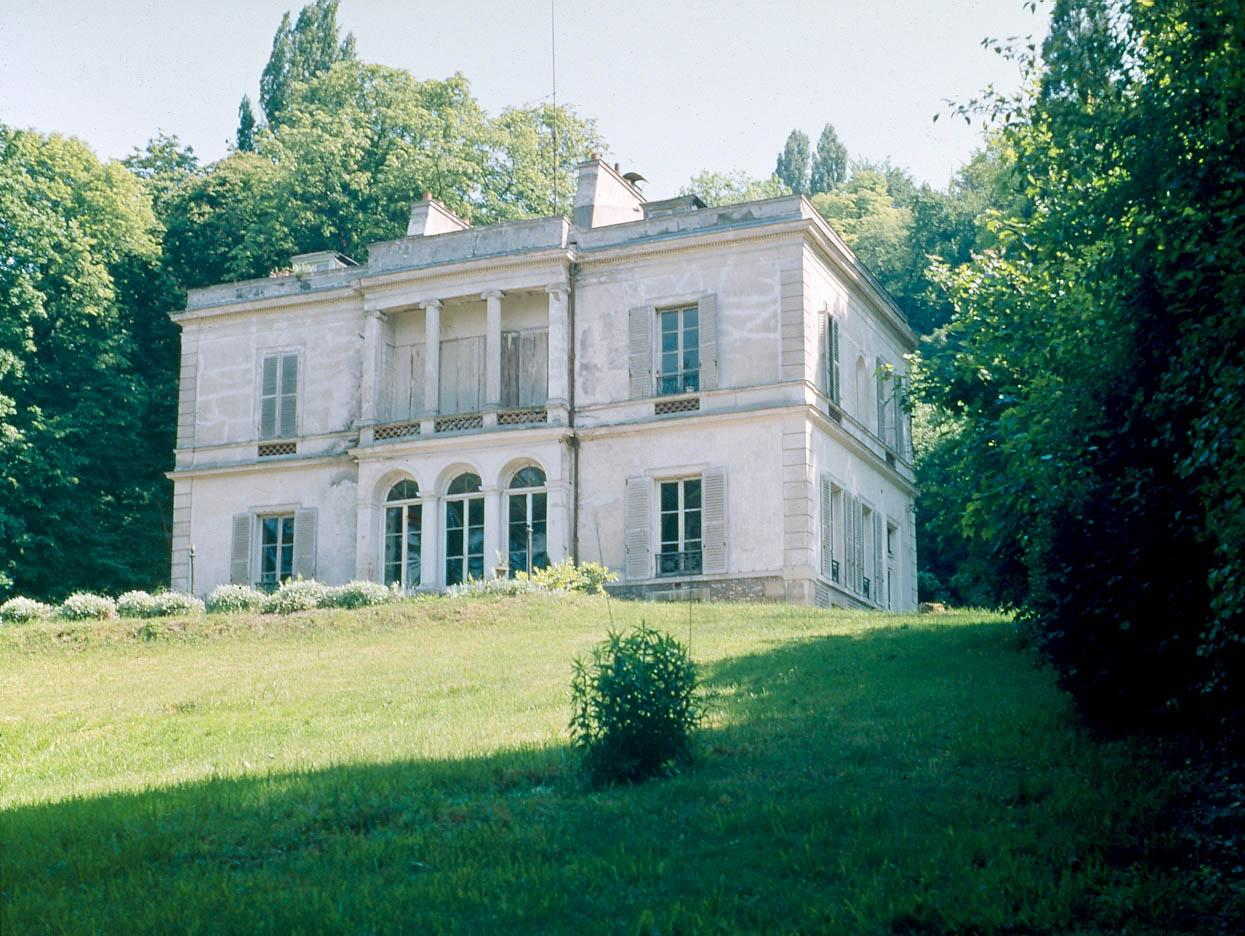
La Villa Viardot en 1975.
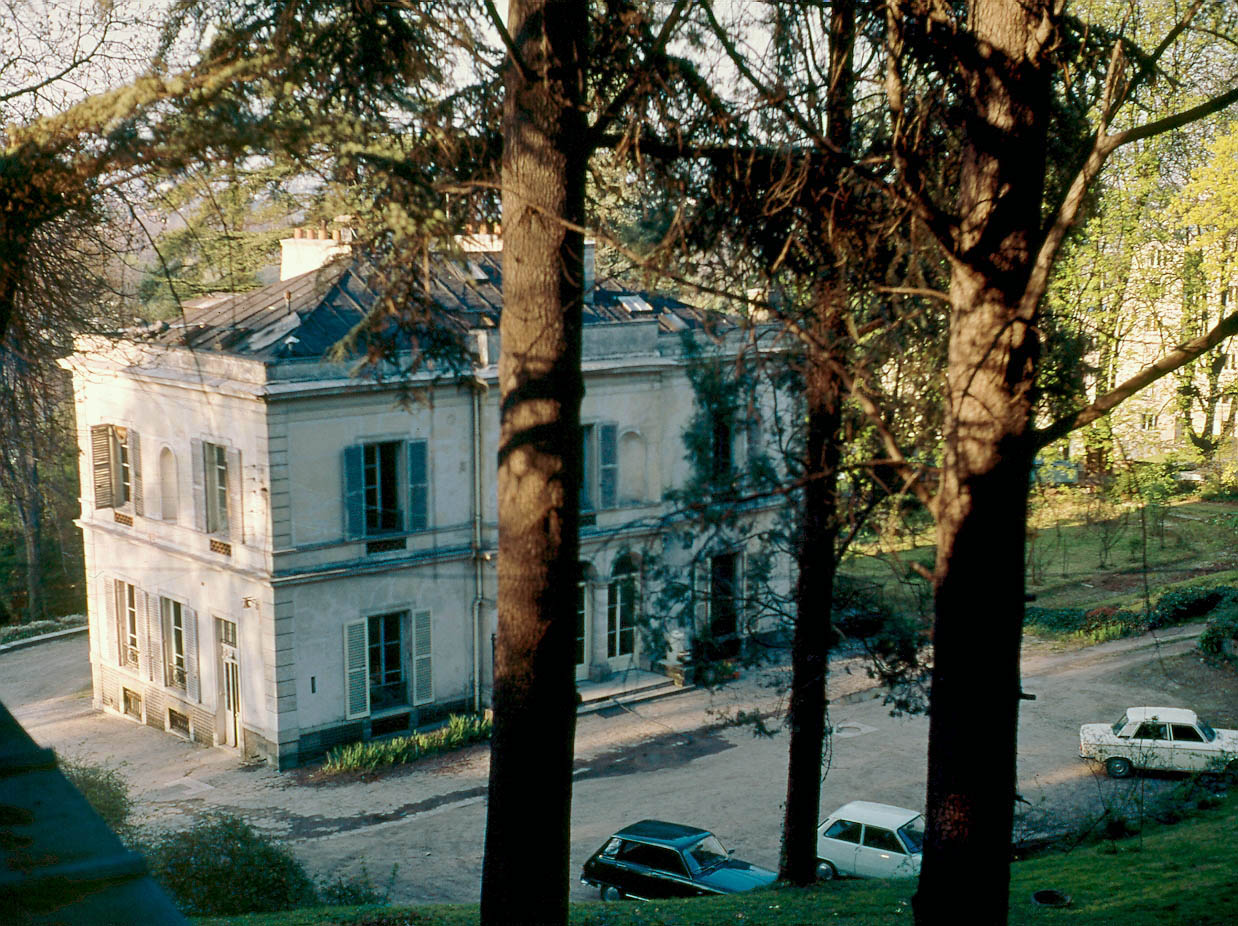
La Villa Viardot en 1975 - Façade sud vue depuis la datcha d'Ivan Tourgueniev.

## Manifestations culturelles
De 1977 à 2016, l'Association des Amis d'Ivan Tourguéniev, Pauline Viardot et Maria Malibran (ATVM) organise dans la villa Viardot plusieurs manifestations culturelles. L'association les Amis de Georges Bizet, puis le Centre européen de musique, organisent à partir des années 2000 plusieurs manifestations et un festival à la Villa Viardot.
- 2001 : Exposition De Carmen à Bizet à la Villa Viardot en juin, organisée par l'association les Amis de Georges Bizet.
- 2002 : Victor Hugo, Ivan Tourguéniev et les droits de l'Homme, Colloque international, organisé par Alexandre Zviguilsky
- 2008 : création du Festival de Bougival et des Coteaux de Seine par l'association des Amis de Georges Bizet dont l'épicentre est la Villa Viardot.
- Entre 2008 et 2014, plusieurs master classes dirigée par Teresa Berganza sont organisées par les Amis de Georges Bizet, le Centre européen de musique et dans le cadre du Festival de Bougival et des Coteaux de Seine.